# 131-я танковая бригада
131-я отдельная танковая бригада — отдельная танковая бригада АБТВ Красной армии ВС Союза ССР, в годы Великой Отечественной войны.
Сокращённое действительное наименование — 131 отбр.

## История

### 1941 год
Соединение сформировано 4 сентября 1941 года в городе Павлоград, Днепропетровская область УССР, на базе остатков 8-й и 10-й танковых дивизий. 
На 30 сентября 1941 года формирование дислоцировались в селе Селидовка, Сталинская область, как и 130-я танковая бригада и 35-й отдельный ремонтно-восстановительный батальон. На 9 октября 1941 года 131-я танковая бригада личным составом была укомплектована, боевой материальной части бригада не имела, и к бою была не готова, докладывал Начальник Оперативно-строевого отдела УАБТВ Южного фронта подполковник Бажанов.
В октябре 1941 года 131-й мспб действовал отдельно от бригады в составе группы полковника Пушкина.
26 декабря 1941 года 131-й танковый полк переформировали в 262-й и 263-й отдельные танковые батальоны.

### 1942 год
До 12 февраля 1942 года бригада находилась в оперативном подчинении командующего войсками 9-й армии.
12 февраля 1942 года переподчинена 6-й армии Юго-Западного фронта.
24 мая 1942 года подчинена командиру 23-го танкового корпуса Юго-Западного фронта.
Формирование погибло во время Харьковской операции (12 – 29 мая 1942 года) и 29 июня 1942 года было расформирована.

## Боевой и численный состав
Бригада формировалась по штатам  № 010/78, от 23 августа 1941 года:
- Управление бригады
- Рота управления[1]
- Разведывательная рота
- Автотранспортная рота[1]
- 131-й танковый полк
- 1-й танковый батальон
- 2-й танковый батальон
- 3-й танковый батальон
- Моторизованный стрелковый батальон
- Зенитный артдивизион[1]
- Ремонтно-восстановительная рота[1]
- Медико-санитарный взвод[1]
- Полевая касса ГосБанка[1]
- Полевая почтовая станция (ППС)[1]
- Военный трибунал[1]
- Военная прокуратура[1]

В январе 1942 года переведена на штаты № 010/303-010/310, от 9 декабря 1941 года:
- Управление бригады [штат № 010/303]
- Рота управления [штат № 010/304]
- Разведывательная рота [штат № 010/305]
- 262-й отд. танковый батальон [штат № 010/306]
- 263-й отд. танковый батальон [штат № 010/306]
- 131-й мотострелково-пулемётный батальон [штат № 010/307]
- Ремонтно-восстановительная рота [штат № 010/308]
- Автотранспортная рота [штат № 010/309]
- Медико-санитарный взвод [штат № 010/310]

## В составе
Периоды вхождения в состав Действующей армии: с 20 июня по 31 октября 1942 года.
| Дата          | Фронт (округ)                | Армия      | Корпус               | Дивизия | Бригада | Примечания |
| ------------- | ---------------------------- | ---------- | -------------------- | ------- | ------- | ---------- |
| 01.10.1941 г  | Южный фронт                  |            |                      |         |         |            |
| 01.11.1941 г  | Южный фронт                  |            |                      |         |         |            |
| 01.12.1941 г  | Южный фронт                  |            |                      |         |         |            |
| 01.01.1942 г  | Сталинградский военный округ |            |                      |         |         |            |
| 01.02.1942 г  | Юго-западный фронт           |            |                      |         |         |            |
| 01.03.1942 г  | Южный фронт                  | 57-я армия |                      |         |         |            |
| 01.04.1942 г. | Южный фронт                  | 57-я армия |                      |         |         |            |
| 01.05.1942 г. | Юго-западный фронт           | 6-я армия  | 23-й танковый корпус |         |         |            |
| 01.06.1942 г. | Юго-западный фронт           | 6-я армия  | 23-й танковый корпус |         |         |            |

## Командиры

### Командиры бригады
- Поляков Василий Михайлович, полковник, 01.10.1941 — 31.05.1942 года.[2]
- Абрамов Николай Михайлович, подполковник, с 04.02.1942 полковник (28.02.1942 погиб в бою),  25.09.1941 — 28.02.1942 года.[3]
- Арсенюк Иван Кириллович, подполковник (25.05.1942 пропал без вести), ид, 28.02.1942 — 29.06.1942[4]

### Начальники штаба бригады
- Семенюк, Михаил Андреевич, полковник, 15.04.1942 — 07.05.1942 года[5].
- Алексеев, Павел Никифорович, майор, 00.05.1942 — 00.06.1942 года.[6]

### Заместитель командира бригады по строевой части
- Арсенюк Иван Кириллович, майор, с 04.02.1942 подполковник, 07.01.1942 — 00.03.1942

### Начальник политотдела, заместитель командира по политической части
- Москалёв Григорий Гаврилович, батальонный комиссар, с 11.11.1941 старший батальонный комиссар, 24.09.1941 — 01.04.1942 года.
- Зинченко Александр Михайлович, батальонный комиссар, 01.04.1942 — 29.06.1942 года.